# Frans I Rákóczi
Frans I Rákóczi of Ferenc I Rákóczi (Gyulafehérvár, Transsylvanië, 24 februari 1645 - Makovicza, Koninklijk Hongarije, 8 juli 1676) was een Hongaarse aristocraat, verkozen tot vorst van Zevenburgen en de vader van de Hongaarse nationale held Frans II Rákóczi.

## Biografie
Frans I Rákóczi, telg uit het geslacht Rákóczi de Felsővadász, was de zoon van George II Rákóczi, vorst van Transsylvanië en Zsófia Báthori. Hij werd al tijdens het leven van zijn vader in 1652 door de Zevenburgse Landdag verkozen tot erfprins. Echter, vanwege George II Rákóczi's rampzalige Poolse campagne van 1657 en de gevolgen daarvan, verstootte het Ottomaanse Rijk zijn vader in 1660 van de troon, en verbood alle Rákóczi's om de Zevenburgse troon te bestijgen. Hierdoor was Frans I niet in staat zijn vaders erfenis te claimen. Daarop trok hij zich terug op zijn landgoederen in Koninklijk Hongarije.
De Rákóczi-familie was overtuigd calvinistisch, en ze waren trouwe aanhangers van de Hervormde Kerk in Hongarije. Echter, de moeder van Frans I, Zsófia Báthori, kwam uit een Katholieke familie, en bekeerde zich alleen omwille van haar huwelijk tot het calvinisme. Na de dood van haar man, keerde ze terug naar het Katholicisme en groeide uit tot een boegbeeld van de Contrareformatie in Hongarije. Francis Rákóczi werd ook een Katholiek, waarmee hij zich verzekerde van de gunst van de katholieke Habsburgse Hof. Hij werd op 14 september 1664 verheven tot Keurvorst (princeps elector imperii) van het Heilige Roomse Rijk en op 30 juli 1666 tot erfelijk Graaf van Ebersdorf.
In 1666 trouwde Frans I met Jelena Zrinska (Ilona Zrínyi in het Hongaars), een gravin uit het Kroatische geslacht Zrinski, en nam deel aan de Wesselényi-samenzwering (1666-1671; Zrinski-Frankopan samenzwering in Kroatië), waarvan Jelena's vader, Petar Zrinski (Hongaars: Zrínyi Péter) een van de aanvoerders was. Frans I werd al snel de leider van de samenzwering, en begon, als hoogtepunt van hun anti-Habsburgse strategieën, een gewapende opstand van edelen in Opper-Hongarije, terwijl de andere samenzweerders werden verondersteld om de strijd in Kroatië te beginnen. Vanwege slechte organisatie en onenigheid tussen de samenzweerders, raakten de Oostenrijkse autoriteiten hiervan voortijdig op de hoogte. Ze wisten vervolgens snel de Kroatische tak van de opstand neer te slaan. Toen Rákóczi werd geïnformeerd dat Petar Zrinski door de Oostenrijkers gevangen was genomen, legde hij de wapens neer en vroeg om genade. Alle andere leiders van de samenzwering werden geëxecuteerd wegens hoogverraad. Rákóczi kreeg pardon vanwege de verdiensten van zijn moeder in de Contrareformatie, en voor een losgeld van 300.000 Hongaarse forint en het verlies van eigendom van diverse kastelen uit zijn bezit.

## Nageslacht
Uit zijn huwelijk met Jelena Zrinska kreeg Frans I Rákóczi drie kinderen:
- György (1667)
- Julianna Borbála (1672–1717), huwde met Graaf Ferdinand Gobert van Aspremont-Lynden-Reckheim
- Frans II Rákóczi (1676–1735), Vorst van Transsylvanië